# Конструктивистичка архитектура
Конструктивизам је правац у савременој уметности који се развија после Првог светског рата у архитектури се ставља акценат на функционализам конструкције и нагласак на изражању конструктивних елемената и естетско уобличавање нових материјала ; стакла, армираног бетона и челичних конструкција и савремене технике градње. Прво конструктивистичко дело сматра се нереализовани пројекат Владимира Татљина за споменик III интернационали из 1919. – 1920. године.

## Карактеристике и развој конструктивизма
Како немачку тако и холандску архитектуру после 1910. године карактериче образовање група које се могу сматрати експресионистичке и конструктивистичке и које су се позивале на Френк Лојд Рајта. Конструктивизам као покрет прво се развија у Европи у првом реду у Совјетском Савезу, Холандији, Немачкој, Француској у Великој Британији се развијао око 1930. године а у САД од половине 20.- тих година (Рихард Неутра , Френк Лојд Рајт и други). У Холандији је настала група Де Стијл од 1917. године у коју спадају Тео ван Дусбрих чије су теоретске поставке биле веома плодне и Лудвиг Мис ван дер Рое и други.
Руски конструктивизам је имао утицај на архитектуру целога света и спада у авангардну уметност. Руске архитекте су се трудили да избришу границе између градова и села и пројактовали су зграде са многим комуналним службама, које би ослободиле жене од кућног рада, образовале и васпитавале омладину, градили комуне са многим службама, групном исхраном, културним животом и друго.
Ове представе конструктивиста нису у потпуности биле реализоване. Обнова Совјетског Савеза спроводила се са конструктивистичког становишта а не са позиција које су биле преживљене и креативни уметници су се окупили на водећим местима која су утицала на развој архитектонске мисли. На кључним местима су били Казимир Маљевич, Владимир Татљин, Ел Лисицки и вршили су плодан утицај на општу ситуацију. У Русију су стизали и светски познати архитекти те је и Ле Корбизије учествовао на једном конкурсу на који је био позван од руске владе 1928. године.
Но његов пројекат иако је био напредан није био одабран на конкурсу. Већ тада се појављује тежња да се ради у духу националних традиција што доводи да све стране архитектие напуштају Русију а домаће архитекте приморане су да раду у стилу националних традиција у архитектури што доводи касније до стварања социјалистичког реализма који је дуго трајао у Русији и све до савремених архитектонских стремљења у свету.

### Изабрани представници у конструктивизму
- Пол Артариа („Paul Artaria“)
- Иван Леонидов („Iwan Leonidow“)
- Ел Лисицки („El Lissitzky“)
- Ханс Мајер („Hannes Meyer“)
- Константин Мелњиков („Konstantin Mielnikow“)
- Вернер Мосер („Werner Max Moser“)
- Пресентс група („Praesens“)
- Март Стам („Mart Stam“)
- Владимир Татљин („Władimir Tatlin“)
- Макс Берг („Max Berg“)
- Рихард Фулер („Richard Buckminster Fuller“)
- Ханс Ислер („Heinz Isler“)
- Пјер Луиђи Нерви („Pier Luigi Nervi“)
- Фраи Ото („Frei Otto“)

## Галерија
- Зграда „Моселпром“ 1923.-24.
- Гаража, Мијелњиков 1926.
- “Госторг“ зграда у Москви 1926.
- зграда Известие Москва 1926.
- Слобода клуб Москва Мелњиков 1927.
- Каухук клуб Мелњиков Москва 1927
- Конструктивистички објекат у Москви 1920
- Раднички клуб Мјелњиков 1927.
- Објекат Иван Фомина из 1929.
- MPS зграда Москва Иван Фомин 1930.
- Интертурист гаража Мелнјиков 1934.